# Estación Bazán
Bazán era una estación de ferrocarril ubicada en el Departamento Capital de la provincia de La Rioja, Argentina.

## Servicios
Sus vías e instalaciones corresponden al Ramal A del Ferrocarril General Belgrano, que opera la empresa estatal Trenes Argentinos Cargas.